# Піддубний Євгеній Євгенійович
Євгеній Євгенійович Піддубний (рос. Евгений Евгеньевич Поддубный; 22 серпня 1983, Бєлгород, Бєлгородської області, СРСР) — російський воєнний кореспондент та пропагандист, спеціальний кореспондент телеканалів «Росія-24» та «Росія-1».

## Біографія
Народився 22 серпня 1983 року у Бєлгороді. Батько — Євгеній Павлович Поддубний, мати Ірина Михайлівна Поддубна — лікарі хірурги. Початкову освіту здобув у середній школі № 20 м. Бєлгорода. Закінчив Бєлгородський державний університет за спеціальністю «психологія». Володіє англійською мовою, вивчав арабську.
З 2001 до 2011 року працював спеціальним кореспондентом у Дирекції інформаційних програм телеканалу «ТВ Центр». З вересня 2011 року — був спеціальним кореспондентом телеканалів «Росія-24» та «Росія-1». Висвітлював локальні конфлікти у різних країнах. Неодноразово працював на окупованих Росією територіях Грузії та України, де виправдовував військові злочини та російську агресію проти цих країн.
16 вересня 2012 року в ефірі телеканалу «Росія-24» відбулася прем'єра його пропагандистського фільму «Битва за Сирію». Фільм було перекладено декількома європейськими мовами.
У червні 2013 року МЗС Туркменістану звинуватило телеканали «Росія-1», «Росія-24» та кореспондента Євгенія Поддубного у порушенні елементарних норм журналістської етики за репортаж «Сирійський джихад перетворює опозицію на радикалів». В репортажі акцентувалася увага на тому, що один з  підрозділ терористів смертників Аль-Каїди в Алеппо очолює громадян Туркменістану Равшан Газаков.
12 вересня 2013 року в ефір телеканалу «Росія-24» вийшло ексклюзивне інтерв'ю президента Сирійської Арабської Республіки Башара аль-Асада, яке глава держави дав Євгенію Поддубному. У розмові президент Асад вперше публічно заявив, що САР приєднується до Конвенції про заборону хімічної зброї та передає під міжнародний контроль арсенали бойових отруйних речовин та потужності для виробництва з метою знищення під контролем спостерігачів ОЗХЗ. Одним з наслідків публікації згаданого інтерв'ю з президентом Башаром аль-Асадом можна вважати відмову президента США Барака Обами від намірів проведення масштабної військової операції проти САР.
З початку 2014 року Євгеній Поддубний як спеціальний кореспондент телеканалу «Росія-24» висвітлював події Революції гідності, російську анексію українського півострова Крим, російсько-українську війну.
У квітні 2018 року Євгеній Поддубний провів власне розслідування обставин хімічної атаки в сирійському місті Дума, щоб спростувати причетність до неї сирійських урядових військ. Режим Башара аль-Асада та його союзник Росія категорично відмовлялись визнавати відповідальність за хімічну атаку вигадуючи різні версії. Проте журналісти-розслідувачі видання The New York Times та Bellingcat встановили, що атаку, найімовірніше, провели саме військові САР, скинувши з гелікоптера балон з хлорним газом.
Інтерв'ю Поддубного виявилося пропагандою та дезінформацією міжнародної спільноти з метою виправдання військових злочинів режиму Башара аль-Асада проти власного народу. Зокрема, 7 квітня 2021 року на спеціальному засіданні Ради Безпеки ООН з питань хімічної зброї в Сирії, високий представник ООН з питань роззброєння Ідзумі Накаміцу заявила, що звіт Сирії про запаси хімічної зброї та місцях його виробництва, підготований урядом Асада майже вісім років тому, досі залишається неповним.
У квітні 2021 року на щомісячному засіданні Ради Безпеки ООН з питань хімічної зброї у Сирії представник США в ООН Лінда Томас-Грінфілд наголосила, що Росія перешкоджає зусиллям із притягнення до відповідальності сирійської влади.
23 лютого 2018 року військові кореспонденти пропагандисти Євгеній Поддубний та Олександр Сладков разом із Йосипом Кобзоном виступили на святковому концерті в Кремлі, присвяченому 100-річчю Червоної армії та Дню захисника Вітчизни.
У 2018 році Євгеній Піддубний став довіреною особою кандидата в президенти Росії Володимира Путіна.
З березня 2022 року Поддубний як працівник російських телеканалів «Росія-24» та «Росія-1» веде незаконні репортажі із зони бойових дій на території України. Називає вторгнення військ РФ в Україну «спецоперацією» та поширює пропагандистські наративи про українців як неонацистів. Заперечує злочини російських військових щодо мирного населення, надає «експертні» коментарі, створює позитивний образ російських військових, дискредитує чинну владу України та Збройні Сили України.
У травні 2022 року завдяки репортажу Євгенія Поддубного та Олександра Коца українським військовим вдалося виявити місце знаходження та знищити російську військову техніку, яка перед цим зруйнувала міст між містами Сєверодонецьк та Лисичанськ.
9 липня 2022 року Служба безпеки України та Генеральна прокуратура України повідомила Євгенію Поддубному про підозру у поширенні матеріалів, в яких він виправдовував збройну агресію Росії проти України і підтримував дії російських військових.
7 серпня 2024 року Євген Піддубний був важко поранений після атаки FPV-дрона, в ході військової операції Збройних Сил України в Курській області. Він перебуває у лікарні з сильними опіками та травмою голови. Росія звинувачує в атаці Україну та вимагає від ООН засудження .
12 грудня 2024 року Євген Піддубний отримав звання Героя Росії.

## Санкції
4 травня 2022 року Велика Британія запровадила санкції проти Євгенія Поддубного у зв'язку з поширенням російським пропагандистом дезінформації про події в Україні. Під санкції також потрапили російські пропагандисти Олександр Коц і Дмитро Стєшин. Для них запроваджено заборону на в'їзд до Великої Британії та замороження активів на території країни.
18 травня 2022 року санкції проти російських пропагандистів Євгенія Поддубного, Олександра Коца та Дмітрія Стєшина застосувала також Австралія.
19 жовтня 2022 року доданий до санкційного списку України.

## Нагороди
- Медаль «Учаснику військової операції у Сирії» від Міністерства оборони Росії (2017).[20]
- Медаль «Доблесть і відвага» Слідчого комітету РФ (2020).[21]